# Кевін Сенон
Кевін Сенон (ісп. Kevin Zenón, нар. 30 липня 2001, Гойя) — аргентинський футболіст, півзахисник клубу «Бока Хуніорс».

## Ігрова кар'єра
Народився 30 липня 2001 року в місті Гойя. Вихованець футбольної школи клубу «Уніон». Дорослу футбольну кар'єру розпочав 2020 року в основній команді того ж клубу, в якій провів чотири сезони, взявши участь у 60 матчах чемпіонату. 
До складу клубу «Бока Хуніорс» приєднався 2024 року.

## Виступи за збірну
У складі олімпійської збірної Аргентини — учасник футбольного турніру на Олімпійських іграх 2024 року в Парижі.

## Статистика виступів

### Статистика клубних виступів
Станом на 23 січня 2024
| Сезон             | Команда           | Чемпіонат         | Чемпіонат | Чемпіонат | Національний кубок | Національний кубок | Національний кубок | Континентальні кубки | Континентальні кубки | Континентальні кубки | Інші змагання | Інші змагання | Інші змагання | Усього | Усього |
| Сезон             | Команда           | Ліга              | Ігор      | Голів     | Ліга               | Ігор               | Голів              | Ліга                 | Ігор                 | Голів                | Ліга          | Ігор          | Голів         | Ігор   | Голів  |
| ----------------- | ----------------- | ----------------- | --------- | --------- | ------------------ | ------------------ | ------------------ | -------------------- | -------------------- | -------------------- | ------------- | ------------- | ------------- | ------ | ------ |
| 2020              | «Уніон»           | ПД                | 0         | 0         | КА+КЛ+КМ           | 0+0+6              | 0                  | ПАК                  | 3                    | 0                    | -             | -             | -             | 9      | 0      |
| 2021              | «Уніон»           | ПД                | 19        | 0         | КЛ                 | 12                 | 1                  | -                    | -                    | -                    | -             | -             | -             | 31     | 1      |
| 2022              | «Уніон»           | ПД                | 20        | 1         | КА+КЛ              | 1+9                | 0                  | ПАК                  | 7                    | 1                    | -             | -             | -             | 37     | 2      |
| 2023              | «Уніон»           | ПД                | 21        | 2         | КА+КЛ              | 1+14               | 0+1                | -                    | -                    | -                    | -             | -             | -             | 36     | 3      |
| Усього за Union   | Усього за Union   | Усього за Union   | 60        | 3         |                    | 43                 | 2                  |                      | 10                   | 1                    |               | -             | -             | 113    | 6      |
| 2024              | «Бока Хуніорс»    | ПД                | 5         | 1         | КА+КЛ              | 0                  | 0                  | -                    | -                    | -                    | -             | -             | -             | 5      | 1      |
| Усього за кар'єру | Усього за кар'єру | Усього за кар'єру | 65        | 4         |                    | 43                 | 2                  |                      | 10                   | 1                    |               | -             | -             | 118    | 7      |